# Onderwater Sport Club Dordrecht
Onderwater Sport Club Dordrecht is een sportvereniging uit Dordrecht in de Nederlandse provincie Zuid-Holland. De club is opgericht in 1960.
De club houdt zich bezig met sportduiken, onderwaterhockey en freediving. Hoewel de vereniging op vrijwilligers draait is het ook mogelijk om erkende opleidingen te volgen binnen de vereniging.
De club is momenteel actief in verschillende competities, de belangrijkste hiervan is de hoofdklasse voor onderwaterhockey. De club eindigde als 5e van Nederland in het seizoen 2011 - 2012.